# De zeven plagen
 De zeven plagen is het 25ste album uit de Belgische stripreeks De avonturen van Urbanus en verscheen in 1990. Het werd getekend door Willy Linthout en bedacht door Urbanus zelf.

## Verhaal
In dit verhaal komt Urbanus in het bezit van het boek der schepping van God. God eist dat Urbanus hem het boek terug bezorgt, maar Urbanus heeft het boek onbewust aan de duivel uitgeleend. Hierop stuurt God zeven plagen op hem af.

## Culturele verwijzingen
- Een deel van de plot is gebaseerd op de Plagen van Egypte zoals die in het verhaal van Mozes worden omschreven.
- Het boek der schepping is in dit verhaal uitgegeven door uitgeverij Loempia, de toenmalige uitgeverij van de Urbanusstrip.